# فرقة الفرسان القوزاق إس إس الخامس عشر
سلاح الفرسان القوزاق إس إس الخامس عشر في القوات المسلحة لألمانيا النازية خلال الحرب العالمية الثانية.

## خلفية
في أكتوبر 1942، أنشأ الألمان في منطقة كوبان منطقة قوزاق تتمتع بحكم شبه ذاتي وأصبحوا الآن في وضع يسمح لهم بتوظيف القوزاق من هذه المناطق، ومعسكرات أسرى الحرب ومنشقون من الجيش الأحمر. من الأخير، كان أهمها فوج كامل من الجيش الأحمر (المشاة ريجيت 436) الذي انشق إلى الألمان في أغسطس 1941. قائدها، الرائد Ivan Kononov [Кононов, Иван Никитич]، كان دون القوزاق. ذهب للعمل تحت قيادة الألمان.

## التاريخ
في صيف عام 1944 أصبح هاينريش هيملر وقوات الأمن الخاصة مهتمين بالسيطرة على فرقة الفرسان القوزاق الأولى بقيادة هيلموت فون بانويتز. في يوليو 1944، ناقش هيملر تنظيم وحدة قتال من القوزاق في منطقة بياويستوك وطلب من هتلر، أن يتم وضع فرقة القوزاق في الهيكل التنظيمي لقوات الأمن الخاصة. في 26 أغسطس 1944، التقى مع بانويتز ورئيس أركانه. خطط هيملر لجمع جميع وحدات القوازق لتشكيل فرقة قوازق ثانٍية، واقترح نقل فرقة القوازق الأول إلى قوات الأمن الخاصة. تم وضع جميع الوحدات تحت قيادة فون بانويتز. وافق بانويتز على وضع الفرقة تحت إدارة قوات الأمن الخاصة. كل من الكوادر الألمانية وقوات القوزاق ستحتفظ بزيها التقليدي ورتبتها. أمل بانويتز في رفع معنويات وحدته المنخفضة وتلقي المزيد من الإمدادات ومعدات أفضل. 